# Evaristo Costa
Evaristo de Oliveira Costa Merigo (São José dos Campos, 30 de setembro de 1976) é um jornalista e apresentador de televisão brasileiro. Em atividade desde 1995, é conhecido por sua passagem pela TV Globo, onde se destacou como âncora do Jornal Hoje entre 2004 e 2017. Entre 2019 e 2021 foi um dos apresentadores da CNN Brasil.

## Biografia
Formado em Jornalismo pela Universidade Braz Cubas, de Mogi das Cruzes, ingressou na profissão em 1995, quando ainda estava na faculdade.
Trabalhou em uma produtora de programas para TV durante dois anos. Depois desse período, em 2 de maio de 1998, foi contratado pela então TV Globo Vale do Paraíba (atual TV Vanguarda São José dos Campos). Começou na produção, passando para a função de repórter e apresentador.
Em setembro de 1999, foi transferido para a TV Globo São Paulo, onde foi repórter especial do programa Mais Você em São Paulo, apresentado por Ana Maria Braga.
Em janeiro de 2001, foi repórter da TV Trabalho – quadro do SPTV que mostrava matérias sobre oportunidades de emprego e estágio.
Em 2002 foi o condutor do Projeto Soluções, dentro do SPTV. O desafio era propor às universidades e aos estudantes soluções para problemas relacionados ao transporte, meio ambiente, saúde na região metropolitana de São Paulo. Os projetos eram analisados e três seguiam para final. O vencedor era anunciado pelo Evaristo Costa num programa de auditório.
Depois passou a apresentar a previsão do tempo do Globo Rural diário, do Bom Dia São Paulo, do Bom Dia Brasil, Jornal Hoje e do Jornal Nacional.
Com a saída de Carlos Nascimento para a Rede Bandeirantes, Evaristo, em 2 de fevereiro de 2004, foi efetivado como titular do Jornal Hoje, ao lado de Sandra Annenberg. Evaristo Costa também foi produtor executivo e apresentador da edição matutina do Globo Notícia, alternando a produção e apresentação com Sandra Annenberg.
Desde sua entrada no telejornal produziu e realizou diversos quadros, séries e entrevistas especiais com Xuxa, Renato Aragão, Marieta Severo, Roberto Carlos, Luiz Fernando Guimarães, Antonio Calloni, João Falcão, Ivete Sangalo, entre outros. Estreou como apresentador eventual do Jornal Nacional em 26 de janeiro de 2013. O motivo foi a grande qualidade de comunicador e simpatia de Evaristo. Também é um dos apresentadores eventuais da edição dominical do Globo Rural.
Em 2017, substituiu Tadeu Schmidt nas três primeiras edições do Fantástico.
Em 19 de julho de 2017, foi divulgado pela mídia que Evaristo não mais apresentaria o Jornal Hoje e não renovaria com a TV Globo, notícia confirmada na semana seguinte. Em 27 de julho de 2017, apresentou sua última edição do Jornal Hoje. Através de suas contas no Twitter e Instagram, o jornalista anunciou seu desligamento da TV Globo, onde trabalhou por 22 anos. Durante as negociações de rescisão, houve impasse em relação ao valor da verba rescisória a ser paga, o que levou Costa a acionar advogado trabalhista para tratar com a empresa.
Em dezembro de 2017, Evaristo foi chamado pela Netflix Brasil para gravar uma chamada de divulgação do filme original Bright.
Em junho de 2018, dubla seu primeiro personagem no cinema, com Os Incríveis 2, fazendo a voz do apresentador de telejornal Chad.
Evaristo foi anunciado como um dos âncoras da CNN Brasil em 4 de junho de 2019. Estreou no canal de notícias em maio de 2020, apresentando o CNN Séries Originais. A CNN Brasil encerrou a temporada do programa em setembro de 2021, demitindo o âncora. Evaristo Costa relatou à imprensa que estava de férias e que o desligamento com a empresa não foi em comum acordo.

## Vida pessoal
Evaristo Costa é casado desde 2008 com a administradora e educadora  Amalia Candido Stringhini, com quem tem duas filhas: Francesca Stringhini Merigo, nascida em 25 de novembro de 2011, e Antonella Stringhini Merigo, nascida em 30 de abril de 2013. Suas duas filhas nasceram em São Paulo, de parto cesariana e natural, respectivamente. Em 2015 sua esposa sofreu três AVCs, mas recuperou-se sem sequelas. Desde 2017 vive junto com sua família em Cambridge, na Inglaterra.
Evaristo Costa foi recordista no recebimento de cartas e e-mails na TV Globo, chegando a bater artistas do Projac. Tornou-se fenômeno da internet em 2012. No primeiro programa do ano do Jornal Hoje, fez uma piada sobre uma reportagem, usando um trocadilho. Antes de iniciar a matéria sobre os benefícios do mamão para a saúde, Evaristo perguntou à sua companheira de bancada, Sandra Annenberg, se ela gostava da fruta. Prontamente Sandra respondeu que adorava. Evaristo, então, estendeu a mão e cumprimentou Sandra, remetendo a ideia de que se referia à parte do corpo quando fez a pergunta à sua companheira. Esta piada entrou no Trending Topics no Twitter.
Em maio de 2016, passou a figurar nas principais redes sociais.

## Carreira

#### Televisão
| Ano       | Programa             | Cargo                 | Emissora           |
| --------- | -------------------- | --------------------- | ------------------ |
| 1999      | Mais Você            | Repórter              | TV Globo           |
| 2001      | SPTV                 | Repórter              | TV Globo São Paulo |
| 2004–2017 | Jornal Hoje          | Apresentador          | TV Globo           |
| 2005–2014 | Globo Notícia        | Apresentador          | TV Globo           |
| 2013–2017 | Jornal Nacional      | Apresentador eventual | TV Globo           |
| 2020–2021 | CNN Séries Originais | Apresentador          | CNN Brasil         |

#### Cinema
| Ano  | Filme          | Personagem |
| ---- | -------------- | ---------- |
| 2018 | Os Incríveis 2 | Chad (voz) |

## Prêmios e indicações
| Ano  | Prêmio                     | Categoria                                | Trabalho    | Resultado | Ref.   |
| ---- | -------------------------- | ---------------------------------------- | ----------- | --------- | ------ |
| 2013 | Prêmio Quem de Televisão   | Melhor Jornalista                        | Jornal Hoje | Venceu    | [ 21 ] |
| 2014 | Prêmio F5                  | Apresentador do Ano (jornalismo/esporte) | Jornal Hoje | Indicado  | [ 22 ] |
| 2014 | Melhores do Ano            | Melhor Jornalista                        | Jornal Hoje | Venceu    | [ 23 ] |
| 2015 | Melhores do Telejornalismo | Melhor apresentador de telejornal        | Jornal Hoje | Venceu    |        |
| 2016 | Melhores do Telejornalismo | Melhor apresentador de telejornal        | Jornal Hoje | Venceu    |        |
| 2017 | Melhores do Telejornalismo | Melhor apresentador de telejornal        | Jornal Hoje | Venceu    |        |
| 2016 | Prêmio Quem de Televisão   | Melhor Jornalista                        | Jornal Hoje | Venceu    | [ 24 ] |